# Что такое хорошо и что такое плохо (мультфильм)
«Что такое хорошо и что такое плохо» — советский рисованный мультипликационный фильм, поставленный режиссёром Ефимом Гамбургом на студии «Союзмультфильм» в 1969 году на основе стихотворения Владимира Маяковского.

## Сюжет
Персонаж Карандаш и его помощник Ластик объясняют маленьким зрителям основы морали с помощью весёлых сценок из жизни. Например, если на улице идёт холодный дождь, то это плохо, потому что в такую погоду гулять нельзя, можно простудиться и заболеть. Если светит солнышко, то это очень хорошо, потому что оно тёплое и радостное. Если мальчик извалялся в грязи, то это плохо, потому что он похож на поросёнка, а если малыш дружит с зубной пастой и мылом, то это мальчик хороший, так как чистота — залог здоровья.

## Съёмочная группа
- Автор сценария: Владимир Маяковский
- Режиссёр: Ефим Гамбург
- Художник-постановщик: Юрий Бутырин
- Оператор: Михаил Друян
- Композитор: Владимир Шаинский
- Автор песен: Юрий Энтин
- Звукооператор: Георгий Мартынюк
- Художники-мультипликаторы: Эльвира Маслова, Иван Давыдов, Сергей Маракасов, Юрий Бутырин, Наталья Богомолова, Ольга Орлова, Иосиф Куроян
- Ассистенты: Гелий Аркадьев, Николай Ерыкалов, Н. Палаткина, Н. Наяшкова
- Монтажёр: Изабелла Герасимова
- Редактор: Зинаида Павлова
- Директор картины: Фёдор Иванов

## Роли озвучивали
- Олег Анофриев — Карандаш / вокал
- Клара Румянова — Мальчик